# Mesosa nigrofasciaticollis
Mesosa nigrofasciaticollis es una especie de escarabajo longicornio de la subfamilia Lamiinae. Fue descrita científicamente por Breuning en 1968.
Se distribuye por China y Laos. Posee una longitud corporal de 16-18 milímetros. El período de vuelo de esta especie ocurre en los meses de mayo, junio y noviembre.